# Galina Voltchek
Galina Borisovna Voltchek (en russe : Гали́на Бори́совна Во́лчек), née à Moscou le 19 décembre 1933 et morte le 26 décembre 2019 dans la même ville, est une actrice, comédienne, réalisatrice, metteuse en scène et professeure d'art dramatique soviétique puis russe,. Elle est directrice artistique du théâtre Sovremennik (1989-2019),.

## Biographie
Galina Voltchek étudie la mise en scène à l'École-studio du Théâtre d'Art académique de Moscou, sous la direction d'Alexandre Karev. Elle en sort diplômée en 1955.
En 1956, Oleg Efremov et les jeunes diplômés de l'École-studio du Théâtre d'Art - Galina Voltchek, Evgueni Evstigneïev, Igor Kvacha et Oleg Tabakov organisent une troupe, qui après un certain temps reçoit le nom de Théâtre Studio Sovremennik. La première mise en scène de Voltchek au sein du Sovremennik est Deux sur la balançoire de William Gibson en 1962. En 1967, pour l'adaptation d'Une histoire ordinaire basée sur le roman de Ivan Gontcharov, elle reçoit le Prix d'État de l'URSS. Depuis 1972, elle est le metteur en scène principal du théâtre Sovremennik, et depuis 1989 - son directeur artistique,. Grâce à elle l'affiche du Sovremennik s’enrichit de nombreuses pièces, comme La Cerisaie de Tchekhov et Le Vertige adaptée de l’autobiographie d'Evguénia Guinzbourg que la troupe viendra présenter à Paris. En 1978, au Alley Theatre de Houston, elle adapte Échelon de Mikhaïl Rochtchine. 
Parallèlement, elle mène une carrière d'actrice de cinéma. Son début devant la caméra a lieu en 1957, dans Don Quichotte, sous la direction de Grigori Kozintsev.
Galina Voltchek meurt à Moscou le  26 décembre 2019 à 86 ans. Elle est inhumée au cimetière de Novodevitchi. Le président russe Vladimir Poutine a exprimé ses condoléances à ses proches dans un communiqué spécial. Galina Voltchek est inhumée au cimetière de Novodevitchi.

### Famille
- Galina Voltchek a été marié pendant neuf ans (1955-1964) avec Evgueni Evstigneïev, avec lequel elle a un fils, Denis, producteur, réalisateur et directeur de la photographie. L'union se termine par un divorce.
- Deuxième mari-Marc Abelev (1966-1976), technicien, doktor nauk.

## Distinctions
- Prix d'État de l'URSS : 1967, pour le spectacle Une histoire ordinaire
- Ordre du Drapeau rouge du Travail : 1976[10]
- Artiste du peuple de l'URSS : 1989
- Ordre de l'Amitié des peuples : 1993[11]
- Ordre du Mérite pour la Patrie de la 3e classe : 1996[12]
- Ordre du Mérite pour la Patrie de la 2e classe : 2003 [13]
- Ordre du Mérite de la 3e classe (Ukraine) : 2004[14]
- Ordre du Mérite pour la Patrie de la 1re classe : 2008[15]
- Ordre du Mérite pour la Patrie de la 4e classe : 2013 [16]

## Prix
- Masque d'or : 2014, pour sa contribution exceptionnelle au développement de l'art théâtral[17]

## Filmographie

### Comme actrice
Cinéma
- 1957 : Don Quichotte (Дон Кихот) de Grigori Kozintsev : Maritorne
- 1965 : Pont en construction (Строится мост) de  Oleg Efremov : Rimma
- 1966 : Attention, automobile (Берегись автомобиля) de Eldar Riazanov : acheteuse de magnitofone
- 1971 : Le Roi Lear (Король Лир) de Grigori Kozintsev : Regan
- 1979 : Le Marathon d'automne (Осенний марафон) de Gueorgui Danielia : Varvara Nikititchna

Télévision
- 1977 : À propos du Petit Chaperon rouge (Про Красную Шапочку) de Leonid Netchaïev[18],[19],[20]

### Comme réalisatrice
Cinéma
- 1970 : Une histoire ordinaire (Обыкновенная история)

## Théâtre
- 1962 : Deux sur la balançoire (Two for the Seesaw) de William Gibson
- 1963 : Sans Croix d'après un récit de Vladimir Tendriakov
- 1964 : Jour du mariage (В день свадьбы) d'après un récit de Viktor Rozov (avec Oleg Efremov)
- 1966 : Une histoire ordinaire (Обыкновенная история) adaptation de Viktor Rozov, d'après le roman d'Ivan Gontcharov
- 1967 : Les Bolcheviks (Большевики)  de Mikhaïl Chatrov (avec Oleg Efremov)
- 1967 : Les Bas-fonds (На дне) de Maxime Gorki
- 1976 : La Cerisaie (Вишнёвый сад)  d'Anton Tchekhov
- 1982 : Les Trois Sœurs (Три сестры) d'Anton Tchekhov
- 1982 : Pygmalion de George Bernard Shaw
- 1999 : Trois camarades de Erich Maria Remarque
- 2008 : Les Trois Sœurs (Три сестры) d'Anton Tchekhov
- 2013 : Two for the Seesaw de Donald L. Coburn